# Dettmannsdorf
Dettmannsdorf település Németországban, Mecklenburg-Elő-Pomeránia tartományban. Lakosainak száma 1052 fő (2023. december 31.).

## Népesség
A település népességének változása:
| Lakosok száma | 1002 | 1009 | 1009 | 1056 | 1051 | 1052 |
|               | 2017 | 2018 | 2019 | 2021 | 2022 | 2023 |